# FK Torpedo Taganrog
Ne doit pas être confondu avec FK Taganrog.
Le Futbolny klub Torpedo Taganrog (en russe : Футбольный клуб Торпедо Таганрог), plus couramment abrégé en Torpedo Taganrog, est un ancien club russe de football fondé en 1925 et disparu en 2004, et basé dans la ville de Taganrog.
Il a principalement évolué dans les divisions inférieures soviétiques puis russes au cours de son existence.

## Histoire
Le club est fondé en 1925 sous le nom Artioma avant d'être renommé Zénith en 1936. Bien que participants aux compétitions amateurs de la RSFS de Russie durant ses premières années, l'équipe prend tout de même part à la coupe d'Union soviétique à trois reprises en 1937, 1938 et 1944.
Renommé Traktor en 1946, le club intègre les championnats nationaux dans un premier temps 1948 en participants pendant deux saisons à la deuxième division soviétique. Il retrouve cet échelon à partir de 1956 sous le nom Torpedo et s'impose rapidement comme un des principaux candidats à la montée, terminant notamment deuxième de son groupe à trois reprises entre 1956 et 1960. Il tombe finalement en troisième division à l'issue de la saison 1962 à la suite d'une réorganisation du championnat soviétique.
Le Torpedo passe quatre saisons au troisième échelon, atteignant la phase finale pour la promotion dans un premier temps en 1966, sans succès, puis à nouveau en 1967 à l'issue desquels il fait son retour en deuxième division. Il se maintient ensuite deux années à ce niveau avant de retomber à la fin de la saison 1969 après une nouvelle réforme de la compétition.
Après cette dernière relégation, le club se maintient perpétuellement au troisième échelon au cours des années 1970 et 1980, incluant une période d'inactivité de trois saisons entre 1972 et 1974. Malgré une deuxième position en 1988, il ne prend jamais part à une autre phase finale au cours de cette période. Il connaît même une brève relégation en quatrième division en 1990, mais termine la même année premier de son groupe et retrouve le troisième échelon pour la saison 1991, qui s'avère être la dernière du football soviétique.
L'organisation des compétitions russes qui suivent la disparition de l'Union soviétique en 1992 voit le Torpedo être placé au sein de la nouvelle deuxième division. Il se maintient deux ans à ce niveau, terminant à chaque fois dans le milieu de classement avant d'être relégué au troisième échelon après une réforme de la compétition. Il y passe ensuite le reste des années 1990 avant d'être finalement relégué à l'issue de la saison 2000 après avoir terminé largement dernier de la zone Sud. Après quatre dernières saisons passées en quatrième division, le club est finalement dissous à la fin de l'année 2004. La ville de Taganrog est par la suite représentée par le FK Taganrog entre 2006 et 2015.

## Bilan sportif

### Classements en championnat
La frise ci-dessous résume les classements successifs du club en championnat.

### Bilan par saison
Légende
- Promotion en division supérieure
- Relégation en division inférieure

| Saison    | Championnat           | Championnat           | Championnat           | Championnat           | Championnat           | Championnat           | Championnat           | Championnat           | Championnat           | Championnat           | Coupe d'URSS        |
| Saison    | Division              | Pos                   | Pts                   | J                     | V                     | N                     | D                     | BP                    | BC                    | Diff                  | Coupe d'URSS        |
| --------- | --------------------- | --------------------- | --------------------- | --------------------- | --------------------- | --------------------- | --------------------- | --------------------- | --------------------- | --------------------- | ------------------- |
| 1937      | Championnats amateurs | Championnats amateurs | Championnats amateurs | Championnats amateurs | Championnats amateurs | Championnats amateurs | Championnats amateurs | Championnats amateurs | Championnats amateurs | Championnats amateurs | Premier tour        |
| 1938      | Championnats amateurs | Championnats amateurs | Championnats amateurs | Championnats amateurs | Championnats amateurs | Championnats amateurs | Championnats amateurs | Championnats amateurs | Championnats amateurs | Championnats amateurs | Premier tour        |
| 1939-1943 | Championnats amateurs | Championnats amateurs | Championnats amateurs | Championnats amateurs | Championnats amateurs | Championnats amateurs | Championnats amateurs | Championnats amateurs | Championnats amateurs | Championnats amateurs | —                   |
| 1944      | Championnats amateurs | Championnats amateurs | Championnats amateurs | Championnats amateurs | Championnats amateurs | Championnats amateurs | Championnats amateurs | Championnats amateurs | Championnats amateurs | Championnats amateurs | Seizièmes de finale |
| 1945-1947 | Championnats amateurs | Championnats amateurs | Championnats amateurs | Championnats amateurs | Championnats amateurs | Championnats amateurs | Championnats amateurs | Championnats amateurs | Championnats amateurs | Championnats amateurs | —                   |
| 1948      | 2e Sud                | 9e                    | 9                     | 18                    | 3                     | 3                     | 12                    | 19                    | 47                    | -28                   | —                   |
| 1949      | 2e Russie 1           | 5e                    | 20                    | 20                    | 8                     | 4                     | 8                     | 38                    | 35                    | +3                    | Deuxième tour       |
| 1950      | Championnats amateurs | Championnats amateurs | Championnats amateurs | Championnats amateurs | Championnats amateurs | Championnats amateurs | Championnats amateurs | Championnats amateurs | Championnats amateurs | Championnats amateurs | Troisième tour      |
| 1951-1955 | Championnats amateurs | Championnats amateurs | Championnats amateurs | Championnats amateurs | Championnats amateurs | Championnats amateurs | Championnats amateurs | Championnats amateurs | Championnats amateurs | Championnats amateurs | —                   |
| 1956      | 2e Zone 1             | 2e                    | 46                    | 34                    | 18                    | 10                    | 6                     | 65                    | 33                    | +32                   | —                   |
| 1957      | 2e Zone 1             | 2e                    | 46                    | 34                    | 18                    | 10                    | 6                     | 61                    | 28                    | +33                   | Troisième tour Q    |
| 1958      | 2e Zone 1             | 5e                    | 38                    | 30                    | 17                    | 4                     | 9                     | 40                    | 24                    | +16                   | Barrages Q          |
| 1959      | 2e Zone 3             | 3e                    | 33                    | 26                    | 14                    | 5                     | 7                     | 35                    | 25                    | +10                   | —                   |
| 1960      | 2e Russie 3           | 2e                    | 38                    | 26                    | 17                    | 4                     | 5                     | 46                    | 18                    | +28                   | Premier tour Q      |
| 1961      | 2e Russie 4           | 3e                    | 32                    | 24                    | 14                    | 4                     | 6                     | 38                    | 20                    | +18                   | Premier tour        |
| 1962      | 2e Russie 3           | 6e                    | 31                    | 28                    | 11                    | 9                     | 8                     | 38                    | 25                    | +13                   | Huitièmes de finale |
| 1963      | 3e Russie 3           | 5e                    | 34                    | 30                    | 14                    | 6                     | 10                    | 36                    | 35                    | +1                    | Troisième tour Q    |
| 1964      | 3e Russie 3           | 6e                    | 34                    | 30                    | 13                    | 8                     | 9                     | 32                    | 22                    | +10                   | Deuxième tour Q     |
| 1965      | 3e Russie 3           | 9e                    | 39                    | 38                    | 13                    | 13                    | 12                    | 45                    | 30                    | +15                   | —                   |
| 1966      | 3e Russie 3           | 2e                    | 46                    | 34                    | 18                    | 10                    | 6                     | 41                    | 19                    | +22                   | Deuxième tour       |
| 1967      | 3e Russie 3           | 4e                    | 47                    | 38                    | 17                    | 13                    | 8                     | 51                    | 38                    | +13                   | Deuxième tour Q     |
| 1968      | 2e Groupe 3           | 15e                   | 36                    | 40                    | 12                    | 12                    | 16                    | 33                    | 40                    | -7                    | Troisième tour Q    |
| 1969      | 2e Groupe 1           | 11e                   | 35                    | 38                    | 10                    | 15                    | 13                    | 37                    | 43                    | -6                    | Huitièmes de finale |
| 1970      | 3e Zone 2             | 14e                   | 41                    | 42                    | 13                    | 15                    | 14                    | 36                    | 43                    | -7                    | Deuxième tour       |
| 1971      | 3e Zone 3             | 20e                   | 25                    | 38                    | 6                     | 13                    | 19                    | 25                    | 50                    | -25                   | —                   |
| 1972-1974 | Club inactif          | Club inactif          | Club inactif          | Club inactif          | Club inactif          | Club inactif          | Club inactif          | Club inactif          | Club inactif          | Club inactif          | Club inactif        |
| 1975      | 3e Zone 3             | 20e                   | 23                    | 38                    | 9                     | 5                     | 24                    | 39                    | 80                    | -41                   | —                   |
| 1976      | 3e Zone 4             | 13e                   | 35                    | 40                    | 12                    | 11                    | 17                    | 39                    | 45                    | -6                    | —                   |
| 1977      | 3e Zone 3             | 13e                   | 34                    | 40                    | 12                    | 10                    | 18                    | 49                    | 52                    | -3                    | —                   |
| 1978      | 3e Zone 3             | 7e                    | 52                    | 46                    | 21                    | 10                    | 15                    | 55                    | 41                    | +14                   | —                   |
| 1979      | 3e Zone 3             | 9e                    | 55                    | 48                    | 23                    | 9                     | 16                    | 69                    | 50                    | +19                   | —                   |
| 1980      | 3e Zone 3             | 12e                   | 29                    | 34                    | 11                    | 7                     | 16                    | 39                    | 50                    | -11                   | —                   |
| 1981      | 3e Zone 3             | 4e                    | 43                    | 34                    | 18                    | 7                     | 9                     | 55                    | 43                    | +12                   | —                   |
| 1982      | 3e Zone 3             | 9e                    | 32                    | 32                    | 13                    | 6                     | 13                    | 36                    | 43                    | -7                    | —                   |
| 1983      | 3e Zone 3             | 10e                   | 26                    | 30                    | 12                    | 2                     | 16                    | 39                    | 53                    | -14                   | —                   |
| 1984      | 3e Zone 3             | 14e                   | 19                    | 30                    | 7                     | 5                     | 18                    | 22                    | 48                    | -26                   | —                   |
| 1985      | 3e Zone 3             | 13e                   | 23                    | 30                    | 7                     | 9                     | 14                    | 33                    | 52                    | -19                   | —                   |
| 1986      | 3e Zone 3             | 6e                    | 39                    | 32                    | 18                    | 3                     | 11                    | 54                    | 33                    | +21                   | —                   |
| 1987      | 3e Zone 3             | 13e                   | 27                    | 32                    | 11                    | 5                     | 16                    | 35                    | 58                    | -23                   | —                   |
| 1988      | 3e Zone 3             | 2e                    | 48                    | 38                    | 20                    | 8                     | 10                    | 58                    | 40                    | +18                   | —                   |
| 1989      | 3e Zone 3             | 8e                    | 46                    | 42                    | 18                    | 10                    | 14                    | 52                    | 43                    | +9                    | —                   |
| 1990      | 4e Zone 4             | 1er                   | 51                    | 32                    | 23                    | 5                     | 4                     | 55                    | 10                    | +44                   | Premier tour        |
| 1991      | 3e Ouest              | 6e                    | 47                    | 42                    | 19                    | 9                     | 14                    | 46                    | 30                    | +16                   | —                   |
| Saison    | Championnat           | Championnat           | Championnat           | Championnat           | Championnat           | Championnat           | Championnat           | Championnat           | Championnat           | Championnat           | Coupe de Russie     |
| Saison    | Division              | Pos                   | Pts                   | J                     | V                     | N                     | D                     | BP                    | BC                    | Diff                  | Coupe de Russie     |
| 1992      | 2e Ouest              | 12e                   | 14                    | 34                    | 4                     | 6                     | 24                    | 21                    | 64                    | -43                   | —                   |
| 1993      | 2e Ouest              | 13e                   | 43                    | 42                    | 18                    | 7                     | 17                    | 59                    | 62                    | -3                    | Seizièmes de finale |
| 1994      | 3e Ouest              | 9e                    | 47                    | 40                    | 18                    | 11                    | 11                    | 53                    | 40                    | +13                   | Premier tour        |
| 1995      | 3e Ouest              | 3e                    | 85                    | 42                    | 26                    | 7                     | 9                     | 78                    | 36                    | +42                   | Quatrième tour      |
| 1996      | 3e Ouest              | 3e                    | 81                    | 38                    | 25                    | 6                     | 7                     | 96                    | 33                    | +63                   | Troisième tour      |
| 1997      | 3e Ouest              | 6e                    | 66                    | 38                    | 20                    | 6                     | 12                    | 64                    | 38                    | +26                   | Troisième tour      |
| 1998      | 3e Sud                | 9e                    | 60                    | 40                    | 16                    | 12                    | 12                    | 81                    | 57                    | +24                   | Troisième tour      |
| 1999      | 3e Sud                | 17e                   | 19                    | 36                    | 5                     | 4                     | 27                    | 24                    | 74                    | -50                   | Troisième tour      |
| 2000      | 3e Sud                | 20e                   | 10                    | 38                    | 2                     | 4                     | 32                    | 23                    | 113                   | -90                   | Troisième tour      |
| 2001      | 4e Sud                | 11e                   | 36                    | 30                    | 10                    | 6                     | 14                    | 27                    | 38                    | -11                   | Deuxième tour       |
| 2002      | 4e Sud                | 5e                    | 70                    | 38                    | 22                    | 4                     | 12                    | 68                    | 37                    | +31                   | —                   |
| 2003      | 4e Sud                | 3e                    | 88                    | 42                    | 27                    | 7                     | 8                     | 87                    | 37                    | +50                   | —                   |
| 2004      | 4e Sud                | 9e                    | 66                    | 40                    | 21                    | 3                     | 16                    | 87                    | 48                    | +39                   | —                   |